# Schizotetranychus recki
Schizotetranychus recki är en spindeldjursart som beskrevs av Ehara 1957. Schizotetranychus recki ingår i släktet Schizotetranychus och familjen Tetranychidae. Inga underarter finns listade i Catalogue of Life.